# Antiga fàbrica Arrahona
L'Antiga fàbrica Arrahona és una obra racionalista de Sabadell (Vallès Occidental) protegida com a Bé Cultural d'Interès Local.

## Descripció
Edifici industrial dedicat a la manufactura dels plàstics, format per un gran bloc central de volumetria cúbica, per on es produeix l'accés i dues naus laterals de planta baixa i pis. El material fet servir en la construcció és el formigó, les façanes són planes i tenen les finestres apaïsades, el bloc d'accés però és monumentalista, amb unes grans columnes a doble alçada que emmarquen l'entrada. Les pendents de la teulada no són visibles des de carrer i dona la impressió d'una coberta plana. El conjunt té una superfície de 3.900m² i es troba separat de l'alineació del carrer a través d'un pati.